# Contea di Huize
La contea di Huize (会泽县S, Huìzé XiànP) è una contea della Cina, situata nella provincia di Yunnan e amministrata dalla prefettura di Qujing.